# Chanchamayo (província)
Chanchamayo é uma província do Peru localizada na região de Junín. Sua capital é a cidade de La Merced.

## Distritos da província
- Chanchamayo
- Perené
- Pichanaqui
- San Luis de Shuaro
- San Ramon
- Vitoc